# 布倫區 (烏克蘭)

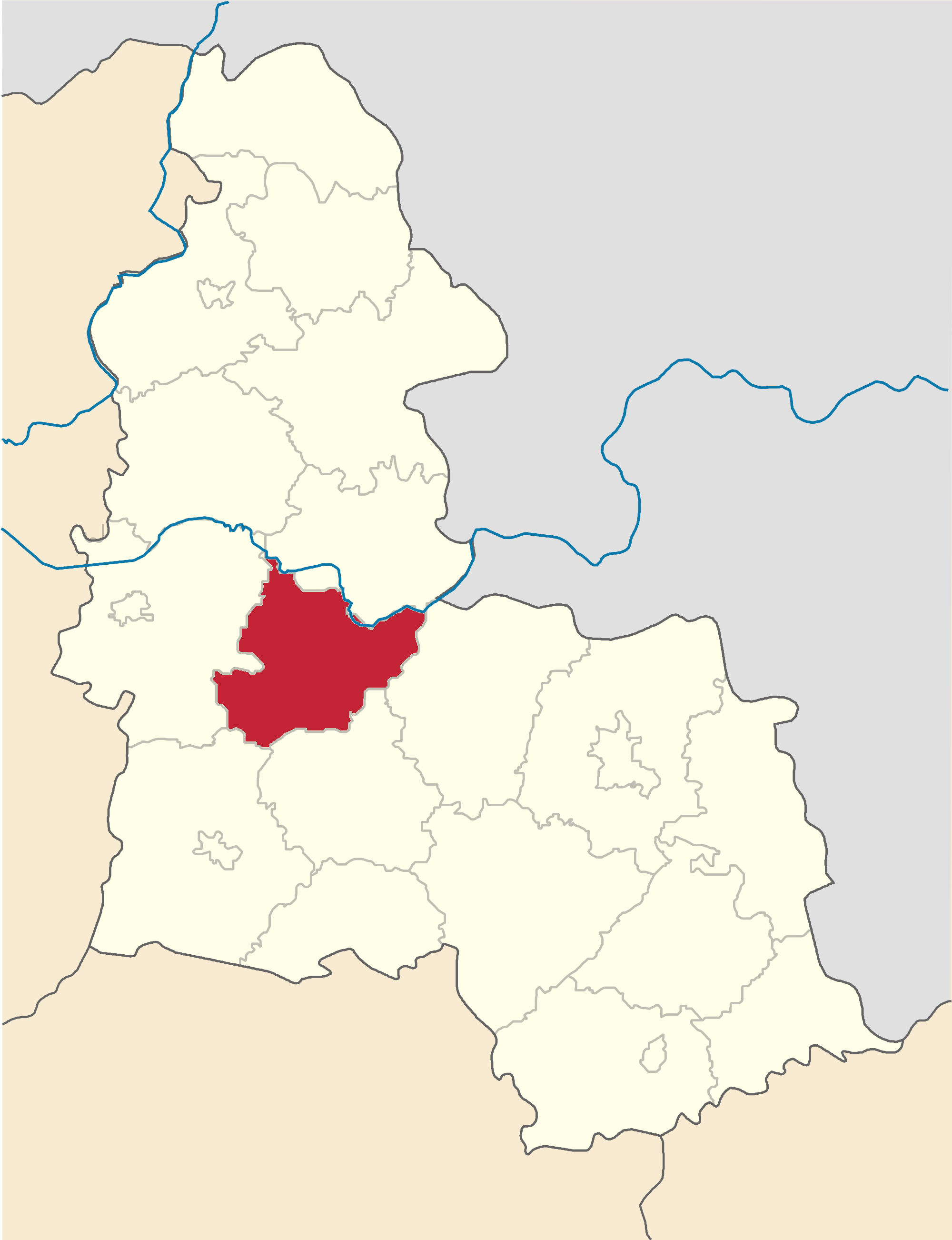
改革前布倫區在苏梅州的位置

布倫區（烏克蘭語：Буринський район），曾是烏克蘭的一個區，位於該國東北部，由蘇梅州負責管轄，首府設於布倫，面積1,100平方公里，2013年人口26,431，人口密度每平方公里24.03人。
该区在2020年7月18日的乌克兰行政区划改革中被撤销，改革后蘇梅州下分为5个区。